# Mezinárodní letiště Abeid Amani Karume
Mezinárodní letiště Abeid Amani Karume (svahilsky: Uwanja wa Ndege wa Kimataifa wa Abeid Amani Karume, IATA: ZNZ, ICAO: HTZA) je hlavní letiště v souostroví Zanzibar, nacházejícím se na ostrově Zanzibar v Tanzanii. Nachází se přibližně 5 km jižně od města Zanzibar, hlavního města souostroví, a slouží jako důležitý uzel pro letecké spojení do východní Afriky, Evropy a na Střední východ.
Letiště bylo dříve známo pod názvy Kisauni Airport a Zanzibar International Airport, přičemž v roce 2010 prošlo přejmenováním na Mezinárodní letiště Abeid Amani Karume. Tato změna názvu byla provedena na počest Abeida Amaniho Karumeho, prvního prezidenta ostrova.
Jeho strategická poloha a rozsáhlé letecké spojení hrají klíčovou roli v propojení Zanzibaru s dalšími regiony světa, přispívající tak k rozvoji turistického průmyslu a celkové ekonomiky této části Tanzanie.

## Galerie

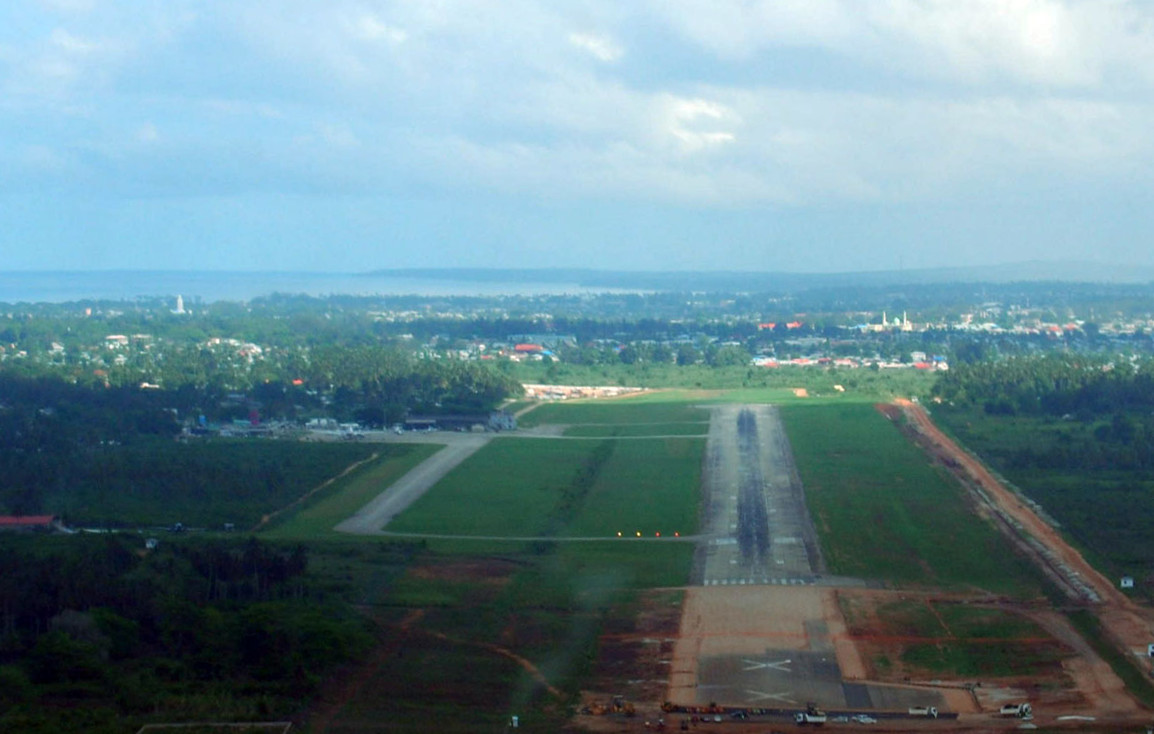
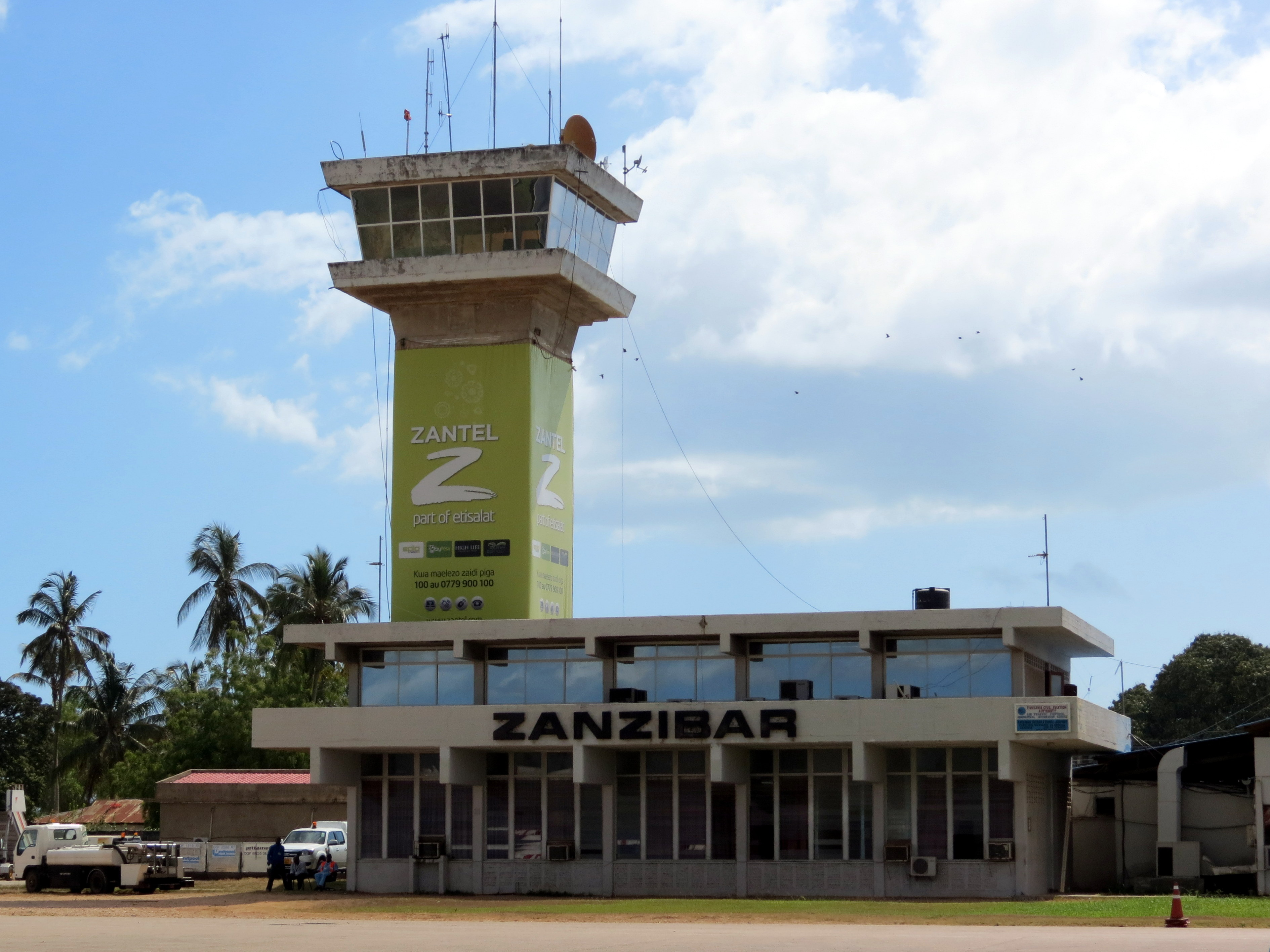